# Giovanni Antonio Boltraffio

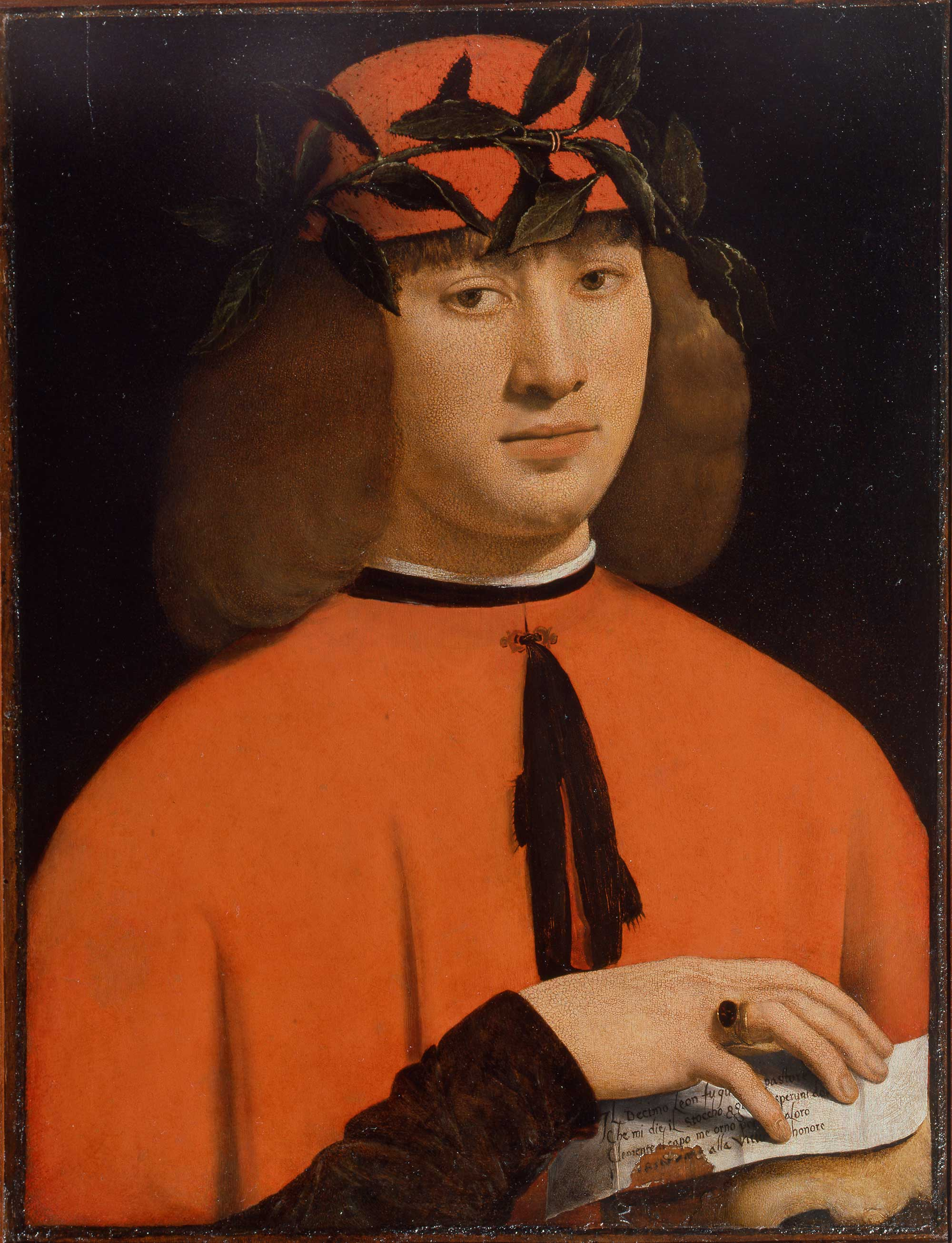
Portret Casio

Giovanni Antonio Boltraffio, znany również jako Beltraffio (ur. ok. 1467 w Mediolanie, zm. 15 sierpnia 1516 tamże) – renesansowy malarz włoski, uczeń Leonardo da Vinci.

## Życiorys
Był nieślubnym dzieckiem. Wychowywał się w rodzinie bogatych patrycjuszy. Wykształcił się w kręgu Vincenza Foppy. Był uczniem Leonarda da Vinci, kontakt nawiązali w 1491 roku. Pracował na dworze Ludwika Sforzy. W 1498 roku założył swój warsztat, w którym tworzył m.in. ołtarze i portrety.
W latach 1500–1502 Giovanni przeniósł się do Bolonii, gdzie znalazł się pod skrzydłami mecenasów sztuki, rodziny Casio. Na ich zlecenia namalował kilka portretów rodzinnych oraz obraz Pala Casio dla kościoła Misericordia (Luwr) i obraz Madonna z dzieckiem, Janem Chrzcicielem, świętym Sebastianem oraz z dwoma klęczącym darczyńcami malarza – Giacomo Marchione de' Pandolfi da Casi i jego synem, poetą Girolamo Casio (1464, który jeden ze swoich sonetów zadedykował Giovanniemu.
Giovanni Antonio Boltraffio zmarł w Mediolanie w 1516 roku. Został pochowany w San Paolo w Compito.

## Twórczość

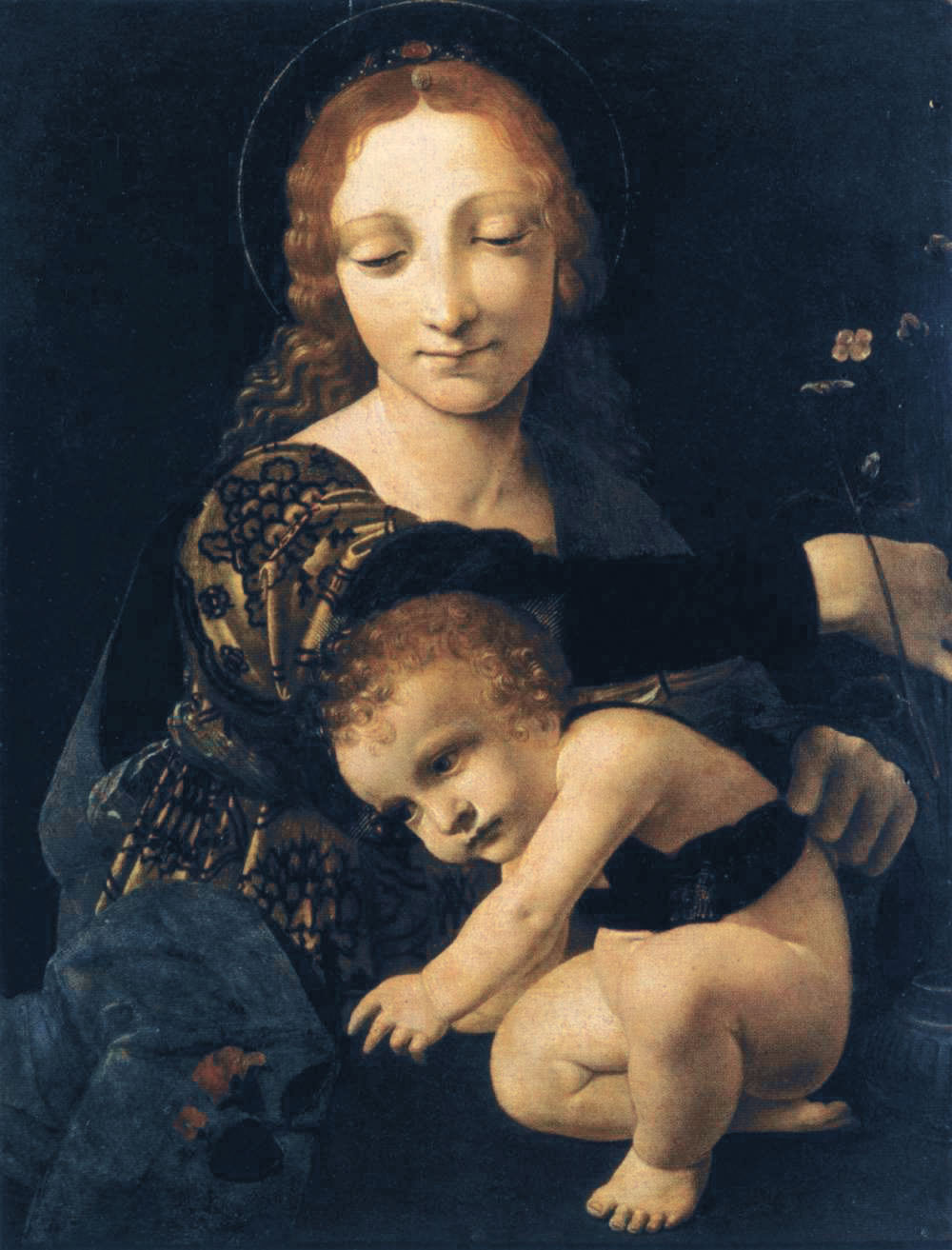
Madonna z dzieckiem

Słynął z portretów, w których ukazywał psychikę malowanych postaci. Do jego najsłynniejszych dzieł należy obraz z 1494 r., namalowany wraz z Markiem d’Oggiono pt. Zmartwychwstanie, znajdujący się w Staatliche Museen w Berlinie oraz Madonna z Dzieciątkiem, który można obejrzeć w muzeum w Mediolanie.
W Madonnie z Dzieciątkiem widać wyraźnie wpływy Leonarda da Vinci. Prawdopodobnie został on namalowany na podstawie szkiców samego mistrza. Świadczyć o tym może kompozycja, szczególnie odnośnie do postaw Dziecka i Dziewicy, których ruchy są skoordynowane, pomimo wrażenia chaotycznego ruchu. Na obrazie umieszczone zostały symbole ikonografii religijnej. Sukienka Dziewicy, przedstawiona z wielkim realizmem, przyozdobiona jest motywami kwiatów. Widoczny oset jest symbolem bólu, grzechu i męki Chrystusa. Inny kwiat – jaśmin, umieszczony blisko ręki Mary, jest tradycyjnie uznawany za symbol bożej miłości i wizerunkiem Matki Boskiej. Tego typu zestawienia symboli może nawiązywać jako aluzja do ofiary Chrystusa. Smutna postać dziewicy i świadome spojrzenie dziecka może potwierdzać to przypuszczenie. Tego typu obrazy o wymownej symbolice są charakterystyczne dla szkoły Leonarda i jego uczniów.
Boltraffio namalował również obraz pt. Narcyz, portret poety Girolama Casio oraz portret Francesca Melziego. Narcyz powstał w dwóch wersjach. Pierwsza kopia znajduje się w zbiorach Galerii Uffizi we Florencji, druga w National Gallery w Londynie.
Antonina Vallentin zasugerowała, że Boltraffio jest faktycznym autorem portretu La Belle Ferronière. Późniejsze badania historyków sztuki wykazały, że faktycznym autorem portretu jest Leonardo da Vinci.

## Galeria

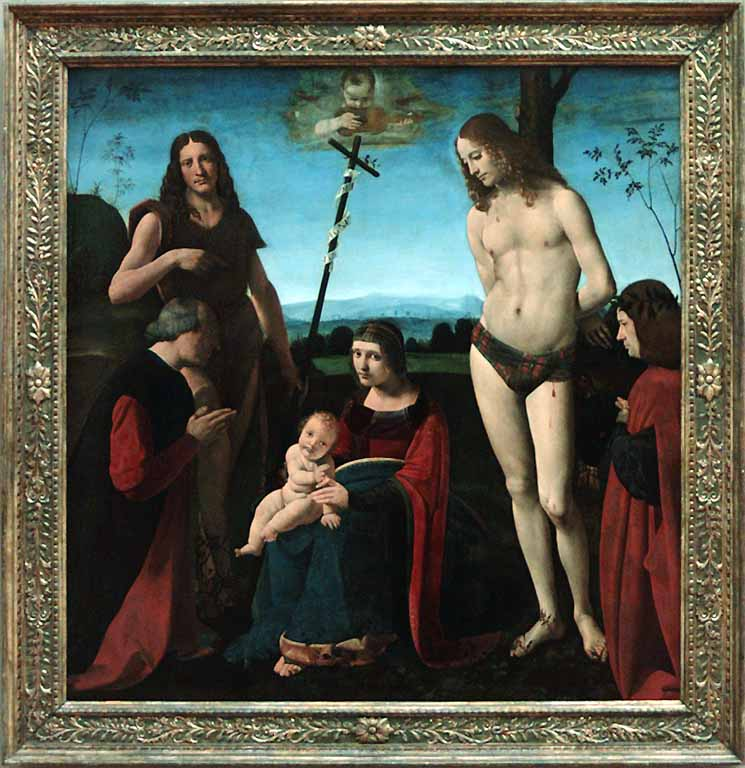
Madonna z dzieciątkiem, Janem Chrzicielem, świętym Sebastianem oraz z dwoma klęczącymi darczyńcami malarza
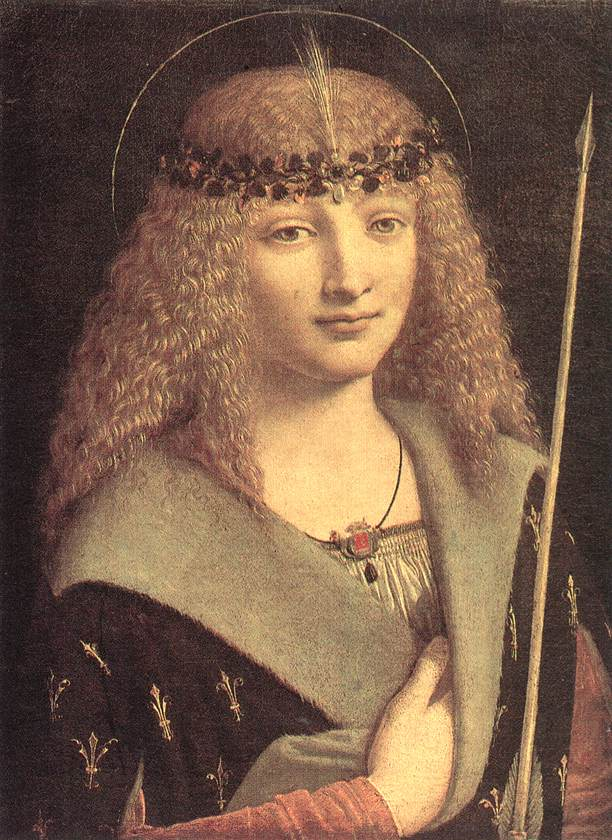
Święty Sebastian
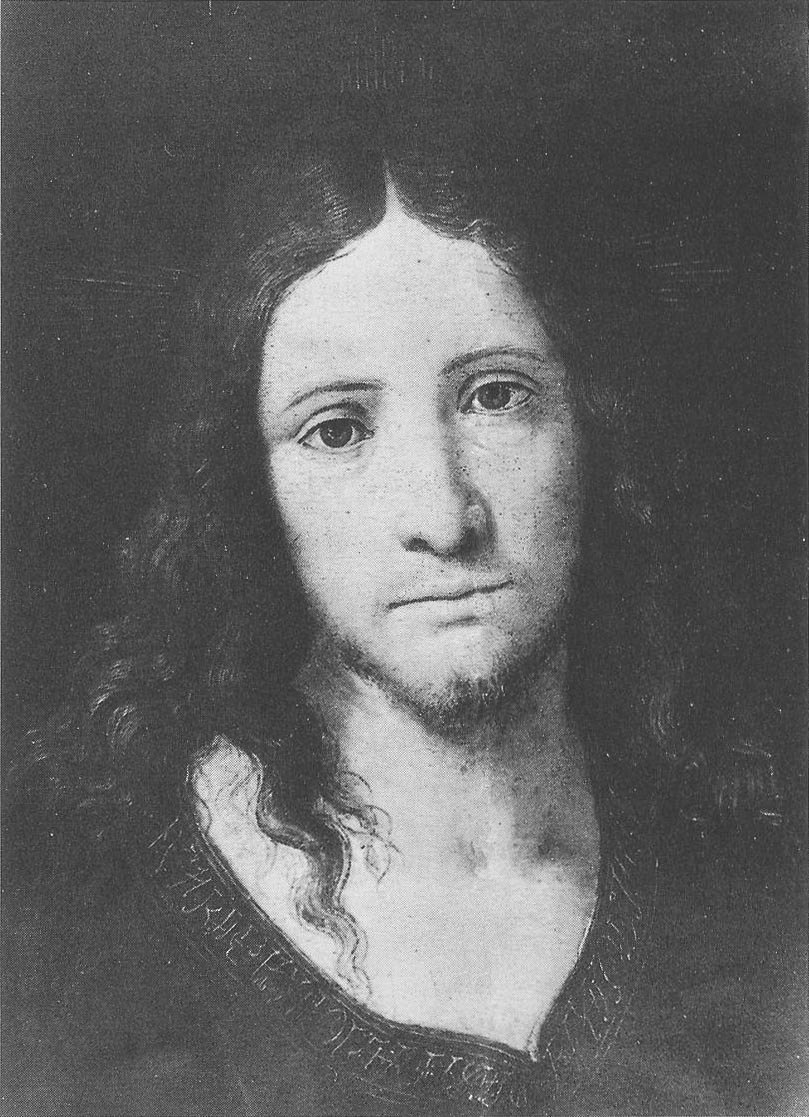
Jan Chrzciciel
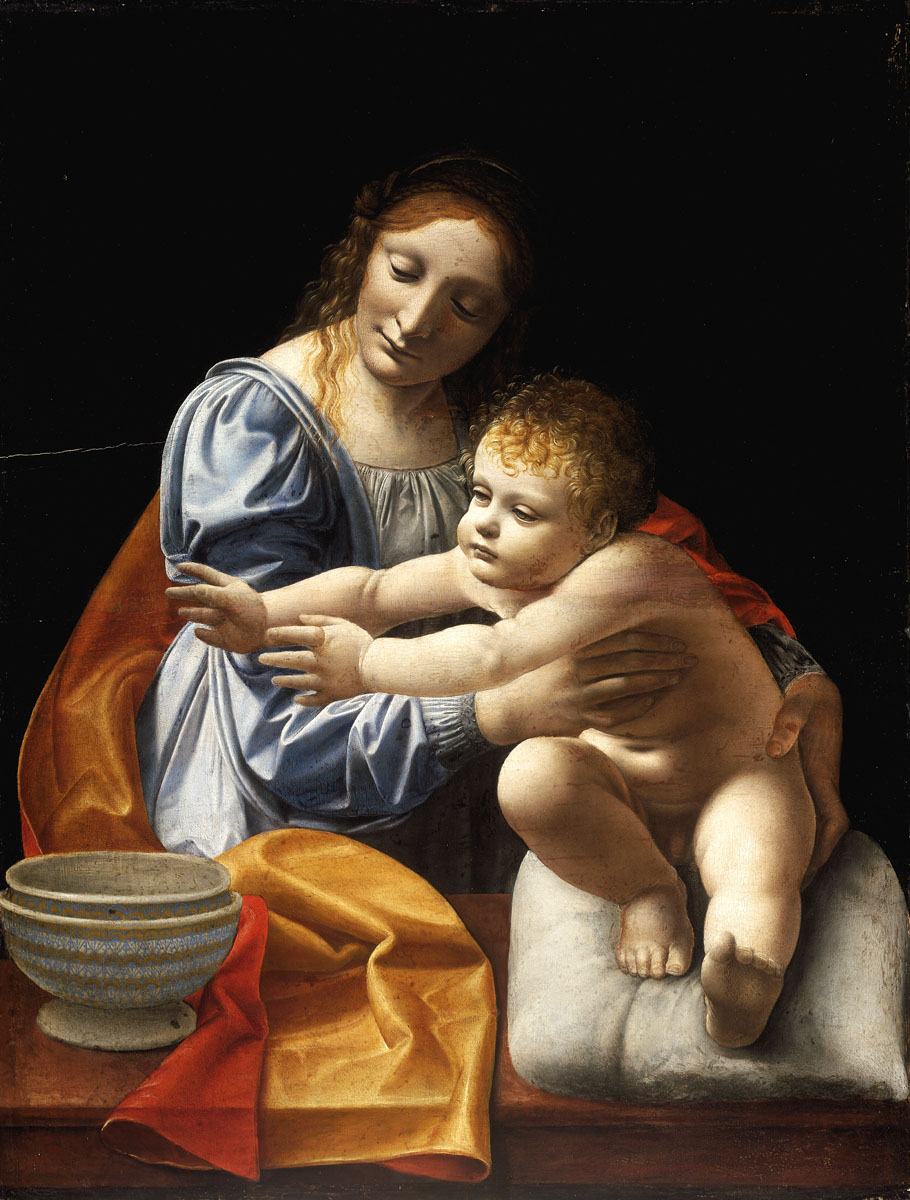
Maria z dzieciątkiem